# Йонас Чярнюс
Йонас Чярнюс (лит. Jonas Černius; 6 січня 1898, Купишкіс, Російська імперія — 3 липня 1977, Лос-Анджелес, США) — литовський військовий та державний діяч. Прем'єр-міністр Литви 1939 року. Військову службу закінчив у званні генерал-майора.

## Життєпис
Закінчив Паневежиську гімназію.
Коли у 1918 Литва проголосила незалежність, Йонас Чярнюс добровольцем записався до новоствореної литовської армії і взяв участь у Війні за незалежність Литви. Після перемоги закінчив Каунаську військову школу. Вивчати військову інженерію продовжив за кордоном: у Брюссельському вищому військово-інженерному училищі в 1929 та в Парижі у 1932.
Після повернення до Литви отримав звання підполковника та був призначений на посаду начальника військово-технічного штабу армії.
У 1934 йому присвоєно звання полковника.
У 1935 призначено на посаду начальника штабу збройних сил Литви. У 1937 військовика підвищено до бригадного генерала.
Навесні 1939 після передачі Клайпеди Третьому Рейху і відставки уряду Владаса Міронаса, Чярнюса за сприяння головнокомандувача Стасіса Раштікіса було призначено прем'єр-міністром країни. 22 листопада на цій посаді його замінили близьким до президента Антанаса Смятони Антанасом Мяркісом. Після відставки Чярнюс отримав звання генерал-майора і прийняв командування 1-ю Литовською дивізією.
Після окупації Литви Радянським Союзом у 1940 генерал-майор погодився вступити до Червоної армії, де був призначений начальником штабу 29-го стрілецького корпусу, сформованого з підрозділів колишньої литовської армії. При відступі радянської армії у 1941 залишився у Литві.
Щоб уникнути Другої радянської окупації Литви, у 1944 вимушений був разом з відступаючими німецькими військами евакуюватися до Німеччини.
У 1947 перебрався до Великої Британії, а у 1948 — до США, де почав працювати інженером в компанії General Motors.